# Lista de espécies do género Poa
O género Poa inclui as seguintes espécies:
- Poa abbreviata R.Br.
- Poa acuminata Scribn.
- Poa agassizensis B.Boivin & D.Löve
- Poa airoides Nutt.
- Poa alcea Piper
- Poa alpina L.
- Poa ambigua Elliott
- Poa angustifolia L.
- Poa andina Nutt.
- Poa annua L.
- Poa aperta Scribn. & Merr.
- Poa arachnifera Torr.
- Poa archboldii Hitchc.
- Poa argentea Howell
- Poa arida Vasey
- Poa atropurpurea Scribn.
- Poa attenuata Trin.
- Poa berningeri Pilg.
- Poa bigelovii Vasey & Scribn.
- Poa bolanderi Vasey
- Poa brachyglossa Piper
- Poa brandegei Scribn.
- Poa brassii Hitchc.
- Poa brevipaniculata Scribn. & T.A.Williams
- Poa bulbosa L.
- Poa callichroa Rydb.
- Poa callida Rydb.
- Poa capitata Nutt.
- Poa cenisia All.
- Poa cita Edgar
- Poa colensoi Hook.f.
- Poa compressa L.
- Poa confinis Vasey
- Poa confusa Rydb.
- Poa cottoni Piper
- Poa curta Rydb.
- Poa cusickii Vasey
- Poa debilis Torr.
- Poa dinantha Wood
- Poa douglasii Nees
- Poa dura (Scop.) Simonk.
- Poa eatoni S.Watson
- Poa epilis Scribn.
- Poa erectifolia Hitchc.
- Poa eyerdamii Hultén
- Poa faberi Rendle
- Poa fendleriana (Steud.) Vasey
- Poa fernaldiana Nannf.
- Poa filiculmis Swallen
- Poa filifolia Vasey
- Poa fimbriata Swallen
- Poa flabellata (Raspail) Hook.f.
- Poa flexuosa Muhl.
- Poa glauca (Poir.) Hegetschw.
- Poa glomerifera Hack.
- Poa gracillima Vasey
- Poa helleri Rydb.
- Poa hispidula Vasey
- Poa howellii Vasey et Scribn.
- Poa hypnoides Lam.
- Poa infirma Kunth
- Poa interior Rydb.
- Poa interrupta Nutt.
- Poa involuta Hitchc.
- Poa iridifolia Hauman
- Poa juncifolia Scribn.
- Poa kelloggii Vasey
- Poa kingii S.Watson
- Poa koelzii Bor
- Poa labillardieri Steud.
- Poa labradorica Fernald
- Poa laccidula Boiss. & Reut.
- Poa laeviculmis T.A.Williams
- Poa laevis Vasey
- Poa languidior Hitchc.
- Poa lanigera Nees
- Poa laxa Haenke
- Poa laxiflora Buckley
- Poa legionensis (Laínz) Fdez. Casas & Laínz
- Poa leibergii Scribn.
- Poa ligulata Boiss.
- Poa lilloi Hack.
- Poa longepedunculata Scribn.
- Poa longiligula Scribn. et T.A.Williams
- Poa longipila Nash
- Poa longiramea Hitchc.
- Poa macrantha Vasey
- Poa macroclada Rydb.
- Poa mairei Hack.
- Poa montana Vasey
- Poa multnomae Piper
- Poa napensis Beetle
- Poa nematophylla Rydb.
- Poa nemoralis (L.) F.Heyne ex Wall.
- Poa nevadensis Vasey
- Poa norbergii Hultén
- Poa novarae Reichardt
- Poa overi Rydb.
- Poa pachypholis Piper
- Poa palustris L.
- Poa pattersoni Vasey
- Poa phoenicea Rydb.
- Poa planifolia Kuntze
- Poa plattensis Rydb.
- Poa pratensis L.
- Poa pringlei Scribn.
- Poa pseudopratensis Scribn. & Rydb.
- Poa pudica Rydb.
- Poa purpurascens Vasey
- Poa rupestris Vasey
- Poa sandbergii Vasey
- Poa scaberrima Rydb.
- Poa schizantha Parodi
- Poa seconda
- Poa setifolia Benth.
- Poa sheldoni Vasey
- Poa sierrae J.T.Howell
- Poa strictiramea Hitchc.
- Poa subcaerulea Sm.
- Poa subreflexa Rydb.
- Poa subtrivialis Rydb.
- Poa superata Hack.
- Poa supina (Schrad.) Baumg.
- Poa taltalensis Pilg.
- Poa tenuifolia Nutt.
- Poa tenuifolia S.Watson
- Poa tenuis Elliott
- Poa tracyi Vasey
- Poa trichodes Nutt.
- Poa tricholepis Rydb.
- Poa trivialis L.
- Poa truncata Rydb.
- Poa wheeleri Vasey
- Poa williamsii Nash